# Siergiej Łobastow
Siergiej Andrianowicz Łobastow (ros. Сергей Андрианович Лобастов, ur. 5 kwietnia 1926 w Ufie, zm. w 1999 w Moskwie) – radziecki lekkoatleta, chodziarz, medalista mistrzostw Europy z 1954, rekordzista świata.
Zajął 5. miejsce w chodzie na 50 kilometrów na igrzyskach olimpijskich w 1952 w Helsinkach.
Zdobył brązowy medal w chodzie na 10 000 metrów na mistrzostwach Europy w 1954 w Bernie, przegrywając jedynie z Josefem Doležalem z Czechosłowacji i swym kolegą z reprezentacji ZSRR Anatolijem Jegorowem.
Ustanowił następujące rekordy świata:
| Konkurencja           | Data i miejsce           | Wynik     |
| --------------------- | ------------------------ | --------- |
| chód na 50 000 metrów | 23 sierpnia 1958, Moskwa | 4:16:08,6 |
| chód na 30 mil        | 23 sierpnia 1958, Moskwa | 4:07:11,0 |

Był mistrzem ZSRR w chodzie na 50 kilometrów w 1950 i 1951 oraz wicemistrzem na tym dystansie w 1957. W 1957 otrzymał tytuł Zasłużonego Mistrza Sportu ZSRR.
Po zakończeniu kariery zawodniczej pracował jako trener. Zmarł w 1999. Pochowany na Cmentarzu Wagańkowskim w Moskwie.